# Листер, Джозеф Джексон
Джозеф Джексон Листер (англ. Joseph Jackson Lister; 1857—1927) — британский зоолог и собиратель растений. С 1900 года — член Королевского общества.
Собирал образцы в Африке, Азии, Австралазии и на Тихом океане. В 1887—1888 году участвовал в экспедиции на Остров Рождества и собрал там ценные коллекции.
В его честь названы: Phreatia listeri (орхидные), Пальма Листера (Arenga listeri), цветок с Острова Рождества Abutilon listeri и геккон Lepidodactylus listeri.
В 1978 году на Острове Рождества появилась почтовая марка, на которой изображены Листер и «его» пальма.